# Parapteroceras papuanum
Parapteroceras papuanum là một loài thực vật có hoa trong họ Lan. Loài này được (Schltr.) Szlach. mô tả khoa học đầu tiên năm 2003.